# Amsterdams flag
Amsterdams flag har samme indhold som den centrale del af Amsterdams byvåben, blot drejet 90 grader, så våbnets sorte pæl med tre hvide andreaskors lodret over hinanden bliver til en sort bjælke med de tre andreaskors ved siden af hinanden. Flaget blev antaget den 5. februar 1975. Udover ovenstående flag blev Amsterdam i forbindelse med, at mottoet blev tilføjet byvåbnet i 1947, ligeledes tildelt et flag. Dette flag er hvidt med det fulde byvåben i centrum og kaldes Verzetsvlag (Dansk: Modstandsflag). Flaget bruges i forbindelse med anden verdenskrig-højtideligheder.